# Język manipa
Język manipa – język austronezyjski używany w prowincji Moluki w Indonezji, w czterech wsiach na wyspie Manipa. Według danych z 1981 r. posługuje się nim 1500 osób.